# Католицизм в КНДР

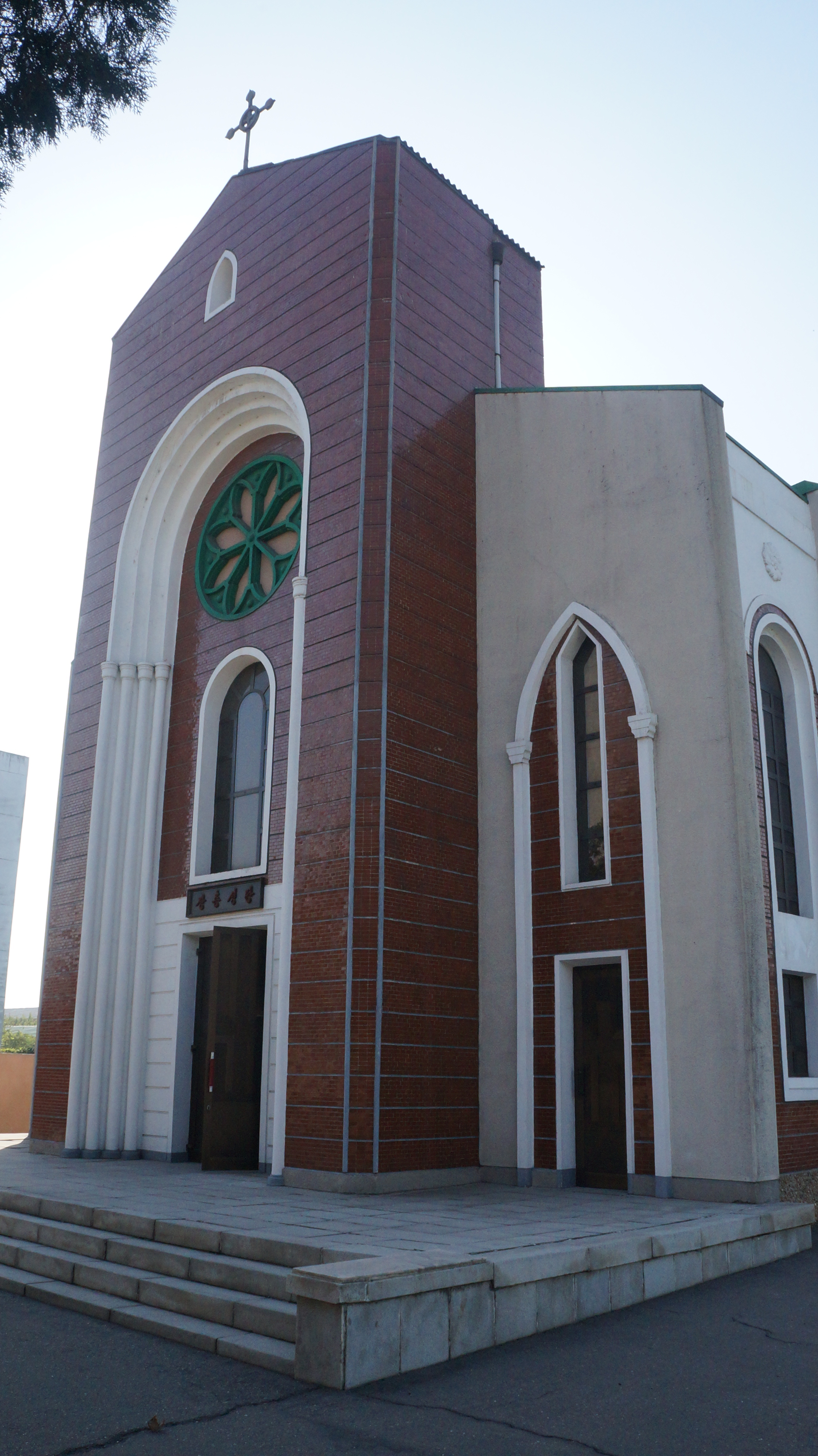
Кафедральный собор Чанчунь, Пхеньян

Католицизм в Северной Корее  или Римско-Католическая Церковь в КНДР  является частью всемирной Римско-Католической Церкви.

## История
До образования КНДР в 1948 году на севере Корейского полуострова действовали епархия Хамхына и епархия Пхеньяна. Корейская война 1950—1953 гг. непосредственно повлияла на состояние католической общины в КНДР. На территории, которую контролировали коммунистические власти, католики подвергались жестокому гонению. Были арестованы и казнены многие католические священники. После завершения войны политика властей КНДР в области религии привела к полному запрету деятельности Римско-Католической Церкви в стране.
В 1960 году епархия Хамхына насчитывала 24.996 католиков, 13 приходов, 27 священников и 16 монахинь. В епархии Пхеньяна в 1963 году работали 20 священников и 59 монахов. В связи с дальнейшим давлением коммунистической власти на католическую общину Северной Кореи многие католики были вынуждены скрывать свою веру и исполнять свои религиозные потребности исключительно в домашних условиях. Многие верующие подверглись репрессиям. Католическое духовенство также было репрессировано или вынуждено покинуть страну. C 60-х годов XX века в стране стало возникать неформальное криптохристианство. В 1962 году на территории КНДР пропал без вести ординарий Пхеньянской епархии епископ Хонг Йонг Хо.

## В настоящее время
В 2002 году в КНДР насчитывалось 800 зарегистрированных государственной властью католиков. В настоящее время в Пхеньяне существует единственная на всей территории Северной Кореи действующая католическая церковь, построенная во второй половине восьмидесятых годов XX века. Эта церковь в основном используется государственной властью КНДР для пропаганды о существующей в стране свободы совести. Данных о нахождении легального католического духовенства на территории КНДР не существует. В стране также действует зарегистрированное католическое «Общество верующих КНДР».
В настоящее время на территорию КНДР распространяют свои канонические полномочия епархия Пхеньяна и епархия Хамхына, ординарии которых находятся в Сеуле, Южная Корея. Ординарием епархии Пхеньяна является архиепископ Пётр Чон Сун Таэк. На Северную Корею также распространяет свои полномочия Территориальное аббатство Токвон, созданное Святым Престолом для специального окормления верующих, не имеющих возможности полноценно исполнять свои религиозные потребности на территории КНДР.
Северокорейские власти идут на контакт с южнокорейскими католиками, выступающими за объединение полуострова. Так, 28 октября 2015 г. КНДР посетила католическая делегация в составе 12 южнокорейских священников из Ассоциации католических священников за справедливость, которые провели совместное богослужение с северокорейскими коллегами. Данный визит был первым визитом южнокорейских католиков в КНДР с 2008 года.

## Источник
- Католическая энциклопедия. Т. 2. — М.: Издательство францисканцев, 2005. ISBN 5-89208-054-4